# Dampierre-Saint-Nicolas
Dampierre-Saint-Nicolas is een gemeente in het Franse departement Seine-Maritime (regio Normandië) en telt 483 inwoners (1999). De plaats maakt deel uit van het arrondissement Dieppe.

## Geografie
De oppervlakte van Dampierre-Saint-Nicolas bedraagt 3,9 km², de bevolkingsdichtheid is 123,8 inwoners per km².
De onderstaande kaart toont de ligging van Dampierre-Saint-Nicolas met de belangrijkste infrastructuur en aangrenzende gemeenten.

## Demografie
Onderstaande figuur toont het verloop van het inwonertal (bron: INSEE-tellingen).